# 薩溫斯科耶湖 (特維爾州)
56°12′13″N 31°43′30″E / 56.2036°N 31.7249°E
薩溫斯科耶湖（俄语：Савинское），是俄罗斯的湖泊，位于该国西北部特维尔州，由西德维纳区负责管辖，长5.7公里、宽0.5公里，面积3平方公里，湖岸线长度15公里。